# King's Lynn og West Norfolk
King's Lynn og West Norfolk er en kommune i Norfolk i England. Den største by er King's Lynn, der også er administrationsby .
Kommunen blev dannet i 1974, da syv mindre kommuner blev slået sammen. Kommunen består af købstaden King's Lynn og 102 verdslige sogne.

## Sandringham House
Et af de verdslige sogne er Sandringham. Her ligger Sandringham House, der siden 1862 var været i den britiske kongefamilies private eje. Gennem flere årtier var Sandringham House ét af kongefamiliens foretrukne opholdssteder.
Her døde dronning Alexandra af Danmark. Hendes sønner prins Albert Victor af Storbritannien og kong Georg 5. af Storbritannien samt hendes sønnesøn kong Georg 6. af Storbritannien døde også. Dronning Alexandras dattersøn kong Olav 5. af Norge er født her.
Familien Spencer disponerer over naboejendommen Park House. Lady Diana Frances Spencer (kendt som ’’Diana, prinsesse af Wales’’) er født og opvokset her.
52°45′18″N 0°23′46″Ø / 52.7549°N 0.3962°Ø